# Oberriet
Oberriet är en ort och kommun i distriktet Rheintal i kantonen Sankt Gallen, Schweiz. Kommunen har 9 291 invånare (2023). I öster gränsar Oberriet mot floden Rhen och Österrike.
I kommunen finns även byarna Kriessern, Montlingen och Kobelwald.